# فرودگاه ورتزبورو–شهرستان سلیوان
 فرودگاه ورتزبورو- سلیوان کانتی  (به انگلیسی: Wurtsboro-Sullivan County Airport) یک فرودگاه همگانی باربری است که یک باند فرود آسفالت دارد و طول باند آن ۱۰۹۵ متر است. این فرودگاه در کشور ایالات متحده آمریکا قرار دارد و در ارتفاع ۱۷۱ متری از سطح دریا واقع شده است.